# Schlacht von Erzurum
Bergmann-Offensive –
Sarıkamış –
Ardahan –
Van –
Malazgirt –
Karakilise –
Erzurum –
Trabzon –
Bitlis –
Muş –
Deutsche Kaukasusexpedition –
Sardarapat –
Abaran –
Karakilisa –
Baku
Die Schlacht von Erzurum oder die Erzurum-Offensive war eine große Winteroffensive der kaiserlich russischen Armee während der Kaukasuskampagne im Ersten Weltkrieg, die mit der Einnahme der Stadt Erzurum endete. Die osmanischen Truppen in den Winterquartieren erlitten eine Serie von unerwarteten Rückschlägen, die zu einem maßgeblichen russischen Sieg führten.

## Hintergrund
Nach der Niederlage in der Schlacht von Sarıkamış versuchten die Osmanen, sich wieder zu sammeln. Die Versorgung ihrer Truppen gestaltete sich jedoch zunehmend schwierig, da der Handel mit Armeniern, die die Armee bis dahin beliefert hatten, durch den Völkermord an diesem Volk zum Erliegen gekommen war. Die Abberufung der armenischen Soldaten in Arbeitsbataillone und die Massaker an ihnen verstärkten das Problem zusätzlich. Trotzdem blieb die nördliche Front durch das Jahr 1915 hindurch ruhig.
Zur selben Zeit wurden durch das Ende der Gallipoli-Kampagne viele türkische Soldaten freigesetzt. Acht Divisionen aus Gallipoli sollten ins Kaukasusgebiet verlegt werden. Nikolai Judenitsch, Befehlshaber der russischen Kaukasusarmee, wusste dies und bereitete eine Offensive vor, die er noch vor dem Eintreffen der türkischen Verstärkungen beginnen wollte. Judenitsch hoffte, die Festung in Erzurum und dann später Trabzon einzunehmen. Es war ein schwieriger Feldzug, weil Erzurum durch eine Reihe von Forts in den Bergen gesichert wurde.

## Kräfte

### Russen
Die Russen hatten 130.000 Infanteristen und 35.000 Kavalleristen. Darüber hinaus hatten sie noch 160.000 Soldaten in der Reserve, 150 Versorgungs-Lkw und 20 Flugzeuge der sibirischen Fliegertruppe.

### Osmanen
Das osmanische Oberkommando schaffte es nicht, die Verluste von 1915 auszugleichen. Die Schlacht von Gallipoli beanspruchte alle Ressourcen. Das IX., X. und XI. Korps konnten nicht wieder aufgefüllt werden, und zusätzlich wurden das 1. und das 5. Expeditionskorps für den Feldzug in Mesopotamien, dessen Ende nicht in Sicht war, abgezogen. Das osmanische Oberkommando entschied aufgrund der Lage an den anderen Fronten, dass diese Region nicht erstrangig war. Im Januar 1916 waren die Osmanen 126.000 Mann stark, darunter nur 50.539 kampferprobte Soldaten. Es gab 74.057 Gewehre, 77 Maschinengewehre und 180 Geschütze. Viele Waffen, die für die Verteidigung der Stadt gedacht waren, wurden nach Gallipoli gebracht und gegen die Briten benutzt. Die zurückgebliebenen Waffen waren ältere Modelle in schlechtem Zustand. Auch die Soldaten waren in einer schlechten Verfassung. Sie litten an mangelhafter Ernährung, wie es für die türkischen Soldaten typisch war. Auf dem Papier war die osmanische Armee am Kaukasus riesig. Eine andere Quelle behauptet, dass es 78.000 Soldaten in der Region gab, was wohl von der Zahl der Gewehre geschlussfolgert wurde.

## Operationen
Das osmanische Oberkommando erwartete keine russischen Operationen während des Winters. Die Witterungsbedingungen – zu Jahresbeginn war in der Region mit starkem Schneefall zu rechnen – sprachen ebenfalls gegen etwaige militärische Unternehmungen. Mahmut Kamil Pascha war daher nach Istanbul gereist, sein Stabschef Oberst Felix Guse weilte gar im Deutschen Reich. Der Beginn der russischen Offensive kam für die Osmanen daher völlig überraschend.

### Verteidigungslinien

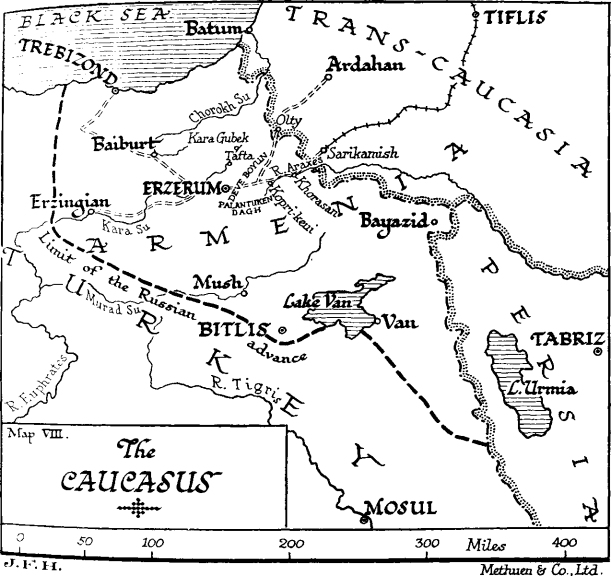
Der Frontverlauf im Jahr 1916

Die Russen hatten nur wenig mehr Soldaten als die Osmanen und konnten deshalb nicht auf eine zahlenmäßige Überlegenheit bauen. Deshalb planten sie, die Front an der schwächsten Stelle zu durchbrechen.
Am 10. Januar wurde die Offensive auf das XI. Korps gerichtet. Das erste Ziel war das Dorf Azkani und der Höhenrücken des Kara Urgan. In vier Tagen schafften es die Russen, die Front des XI. Korps zu durchbrechen und ihm hohe Verluste beizubringen.
Am 17. Januar wurden die türkischen Truppen bei Köprüköy, das auf dem Weg nach Erzurum lag, vertrieben. Am 18. Januar erreichten die russischen Kräfte Hasankale (heute Pasinler). Innerhalb nur einer Woche wurden die Verteidigungslinien durchbrochen.
Am 29. Januar kehrte Mahmut Kamil Pascha aus Istanbul zurück. Er ahnte, dass die Russen nicht nur Erzurum angreifen würden, sondern auch ihre Offensive an der südlichen Flanke des Van-Sees erneuern würde. So wurde Hınıs am 7. Februar eingenommen, um den Nachschub an türkischen Soldaten aus Muş zu verhindern. Mahmut Kamil Pascha versuchte, die Verteidigungslinien zu verstärken. Das benötigte die meisten der türkischen Reservisten und lenkte die Aufmerksamkeit von dem eigentlichen Angriff weiter nördlich ab. Am selben Tag nahmen die Russen die Stadt Muş ein, die etwa 110 km von Erzurum entfernt war.
Am 11. und 12. Februar war die wichtige Artilleriestellung der Deve-Boynu-Hügelkette Schauplatz schwerer Kämpfe. Nur noch diese Hügelkette trennte die Russen von der Stadt Erzurum. Doch die Russen überwanden mit einem Teil ihrer Truppen nördlich davon den Gebirgskamm der Kargapazar, den die Türken als unpassierbar angesehen hatten. Das türkische X. Korps sicherte diesen Bereich. Mahmut Kamil Pascha hatte fünf Divisionen am Deve-Boynu stehen, war aber zu langsam, um auf das Geschehen weiter nördlich zu reagieren. So stießen die Russen aus zwei Richtungen auf die Stadt vor.

### Die Stadt Erzurum
Die Stadt wurde jetzt direkt von Norden und Osten durch die Russen bedroht. Erzurum galt als die am zweitbesten gesicherte Stadt im Osmanischen Reich. Die Festung wurde durch 235 Geschütze gesichert. Die Befestigungen auf den Bergen um die Stadt umgaben Erzurum in zwei Ringen. Der innere Ring wurde durch elf Forts und Batterien geschützt. Die Flanken wurden durch Gruppen von je zwei Festungen pro Flanke gesichert. Der osmanischen 3. Armee fehlte es an Männern, um die Festungen voll zu besetzen. Außerdem hatte sie vorher schon 10.000 Tote und 5.000 Gefangene zu beklagen. Weiterhin waren 16 Geschütze verloren und 40.000 Flüchtlinge hielten sich in der Festung auf.
Am 11. Februar begannen die Russen mit einem schweren Bombardement der Festungen um Erzurum. Die türkischen Bataillone aus 350 Mann kämpften gegen russische Bataillone mit 1000 Mann. Verstärkungen trafen zwar ein, waren aber nicht ausreichend. In drei Tagen erreichten die Russen die Anhöhen und standen vor dem Tal mit der Stadt. Damit war es für das Kommando der osmanischen 3. Armee klar, dass die Stadt verloren war. Türkische Einheiten begannen den Rückzug aus den befestigten Zonen an der Front und evakuierten auch die Stadt.
Am 12. Februar wurde das Fort Kara Göbek im Norden der Stadt eingenommen. Am 13. setzten die Russen ihre Angriffe fort. Am 14. Februar fiel die Festung Tafet und somit waren die Russen auch durch den inneren Ring gebrochen. Am 15. Februar wurden die restlichen Festungen um Erzurum geräumt.
Am frühen Morgen des 16. Februars marschierten die Russen in Erzurum ein. Unten ihnen betraten die Kosaken der 16. Russischen Kosakeneinheit die Stadt als erstes. Die türkischen Truppen hatten sich erfolgreich zurückgezogen und entgingen einer Einkesselung, trotzdem waren ihre Verluste sehr hoch. 327 Geschütze wurden an die Russen verloren. Versorgungseinheiten der 3. Armee und 250 verwundete Soldaten im Krankenhaus von Erzurum wurden gefangen genommen.
Während die Luftaufklärung zeigte, dass die Türken sich zurückzogen, war die Verfolgung durch die Russen nicht effektiv genug. Derweil bauten Reste des X. und XI. Korps acht Kilometer östlich von Erzurum eine neue Verteidigungslinie auf.

## Verluste
Während der Erstürmung der Stadt erbeuteten die Russen neun Standarten und 327 Gewehre und machten 5.000 Gefangene. Die Osmanen verloren 10.000 Mann durch Tod oder Verwundung. Während der ganzen Kampagne verloren sie 17.000 Soldaten.
Die Russen hatten 1.000 Tote, 4.000 Verwundete und 4.000 Mann mit Erfrierungen.

## Nachwirkungen

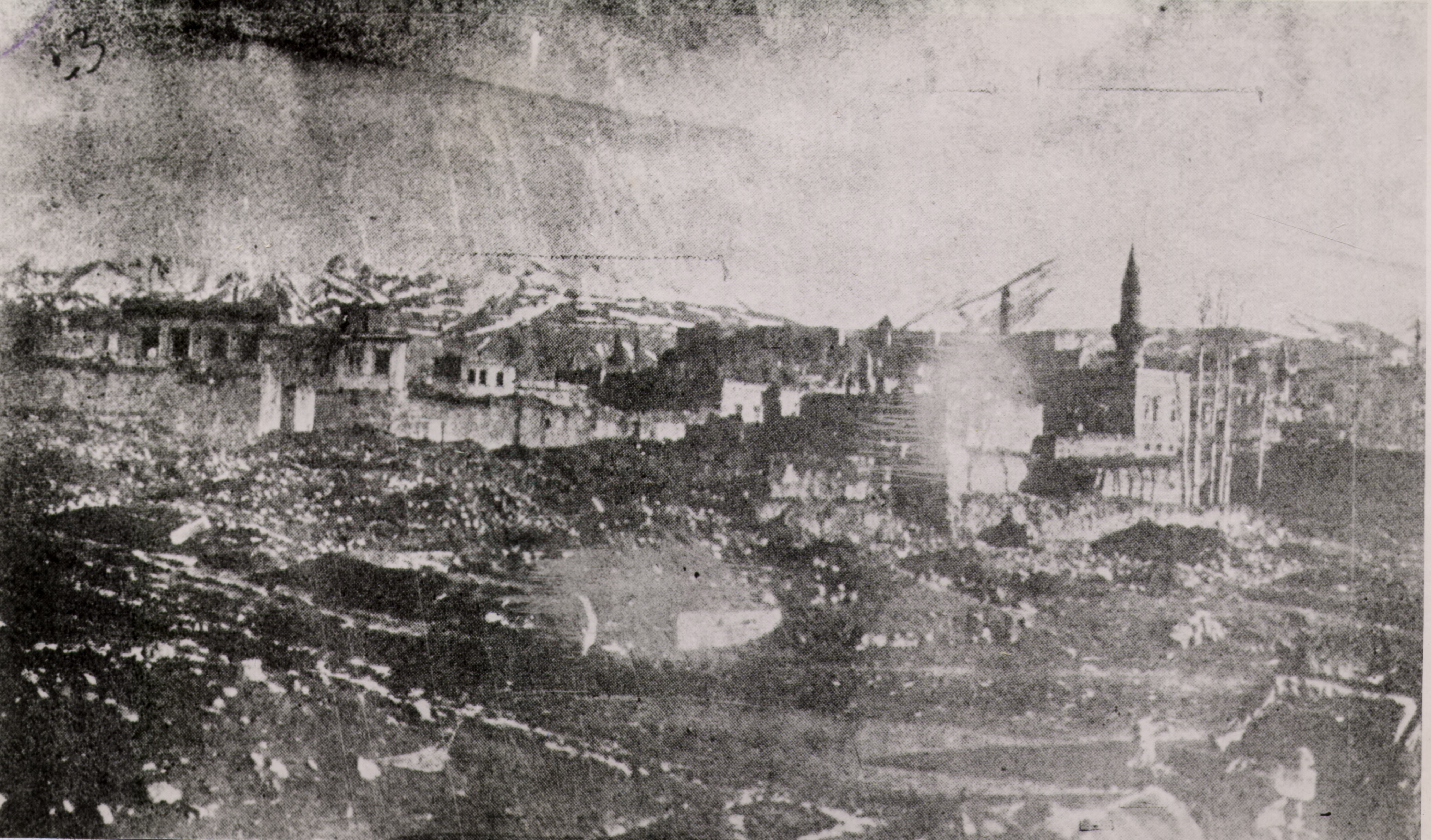
Das zerstörte Erzurum nach dem Rückzug der Russen, 1918

Das Osmanische Reich konnte den Sieg bei der Schlacht von Gallipoli nicht auskosten. Der Verlust von Erzurum änderte die Situation nachhaltig. Das V. Korps, bestehend aus der 10. und 13. Division, wurde von Gallipoli verlegt. Am 27. Februar wurde Mahmut Kamil Pascha durch Vehib Pascha ersetzt. Das neue Hauptquartier lag nun in Erzincan. Zu der Zeit hatte die osmanische 3. Armee nur 25.500 Mann, 76 Maschinengewehre und 86 Geschütze. Als eine weitere Folge des Verlustes von Erzurum fiel Trabzon im April 1916.
Mit der Unterzeichnung des Friedensvertrages von Brest-Litowsk fiel Erzurum 1918 wieder an die Türken zurück.